# Drabinka zaburtowa

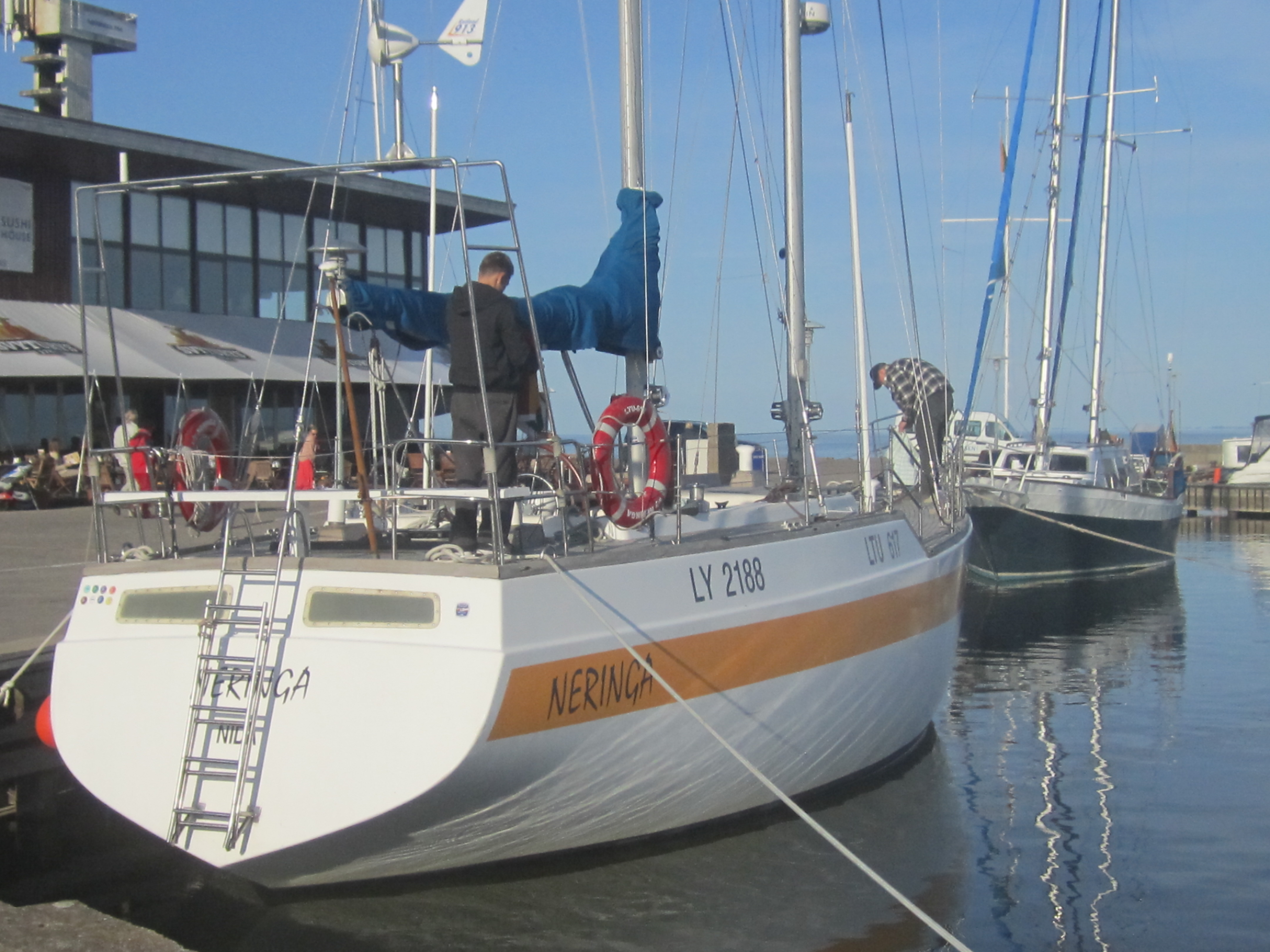
Składana drabinka zaburtowa mocowana do pawęży jachtu żaglowego

Drabinka zaburtowa – drabina wykonana z metalowych rurek, umieszczona na rufie jednostki pływającej i służąca do wchodzenia na jednostkę z wody lub nabrzeża. Drabinka zaburtowa zazwyczaj mocowana jest na stałe lub uchylnie na zawiasie do pawęży, bądź kosza rufowego. Wykonuje się ją z materiałów odpornych na działanie wody morskiej (np. ocynkowanej stali nierdzewnej lub stopów aluminium). Drabinka zaburtowa występuje zazwyczaj tam, gdzie wysokość burty utrudnia swobodne wejście z wody na pokład. Wyjątkiem są jachty turystyczne, gdzie drabinki często stanowią raczej udogodnienie, niż niezbędne wyposażenie.
Rolę drabinki zaburtowej spełnia również sztormtrap, jednak jego zastosowanie na jachtach o małym zanurzeniu jest utrudnione.